# 伊頓舊生足球會
伊頓舊生足球會（Old Etonians Association Football Club）是英格蘭一家由伊頓公學校友組成的協會足球俱樂部，位於伯克郡伊頓。俱樂部曾是英格蘭足球總會成員並多次參加英格蘭足總盃，現征戰亞瑟王聯賽（Arthurian League）頂級組別超級組。

## 歷史
伊頓舊生足球會最早的記載可追溯至1859年牛津大學與劍橋大學校友之間的對賽，當時比賽採用伊頓場地遊戲（Eton field game）規則進行。
此後數年間，校友隊與母校定期舉行場地遊戲友誼賽。1863年伊頓舊生隊首次與非伊頓體系對手交手，於西敏公學舉行比賽（可能採用該校規則）。1866年初，由亞瑟·金奈德組建的伊頓舊生隊，在協會足球賽事中與流浪者足球會戰成平手。據此推斷，該俱樂部創立年份定為1865年，可能與籌備此次賽事有關。

### 參賽足總盃
伊頓舊生隊首度參加1873–74年英格蘭足總盃，然而在抽籤對陣海威科姆足球會（High Wycombe F.C.）後選擇退賽；當時最優秀的伊頓舊生球員正代表流浪者足球會參賽。直至下一賽季，球隊闖入決賽，在肯寧頓橢圓球場舉行的準決賽中擊敗什羅普郡流浪者（Shropshire Wanderers F.C.）。對手因明星中衛約翰·丹寧（John Denning）缺陣，伊頓舊生以1-0獲勝。
決賽對陣皇家工兵隊需要重賽，當時規則僅在進球後交換場地，首戰遭遇強風，伊頓舊生隊除對手1-0領先的五分鐘外全程順風作戰，此不公平現象促使規則修訂。重賽時伊頓舊生隊缺少奧塔威與威廉·肯揚-斯萊尼（William Kenyon-Slaney,）等主力，最終工兵隊以2-0奪冠。
在1875–76賽季，俱樂部再度晉級決賽，卻於重賽前遭遇傷兵危機，主力缺席首回合賽事。此次對手流浪者隊以3–0取勝，促使伊頓舊生隊意識到在足總盃賽事中，代表流浪者隊出戰仍是更佳選擇，因而後續兩年未再報名參賽。直至1878年，在弗朗西斯·馬林丁（ Francis Marindin）—一位曾效力工兵隊的伊頓舊生校友——的領導下，該俱樂部方重振聲威。

### 轉折，崛起與沒落
當伊頓舊生隊於1878–79年賽季再度參賽時局勢已截然不同。隨著其他俱樂部及「校友隊」的興起，球員們更傾向代表母校而非流浪者隊出戰。因此在首輪抽籤遭遇流浪者隊時，亞瑟·金奈德與埃德加·盧伯克（Edgar Lubbock）等流浪者隊主力轉投伊頓舊生隊，馬林丁更親自鎮守球門。此外劍橋大學學生選擇捨棄校隊、加入伊頓舊生隊陣營，進一步增強實力——兩隊首輪賽事甚至在肯寧頓橢圓球場兩端近乎同時開賽。伊頓舊生隊以7–2大勝流浪者隊並最終首度捧起足總盃。儘管馬林丁因病缺席決賽，且賽事水準欠佳，但哈里·古德哈特（Harry Goodhart）沿左翼突破傳中，查爾斯·克拉克（Charles Clerke）接應抽射破門，攻入全場唯一進球。
1879–80賽季，伊頓舊生隊在第三輪再度擊敗流浪者隊。此役成為壓垮駱駝的最後一根稻草——流浪者隊球員紛紛回歸各自母校球隊，這支曾輝煌一時的綜合型俱樂部就此走向沒落。
伊頓舊生隊作為最後一支業餘性質的「純藍血」俱樂部，於1882年3月25日在肯寧頓橢圓球場憑藉威廉·安德森（William Anderson）的進球，以1–0擊敗布萊克本流浪者奪得英格蘭足總盃。翌年該隊在加時賽中以1–2惜敗給另一支布萊克本球隊——布力般奧林匹克足球會。
在1875至1883年的九年間，伊頓舊生隊六度闖入決賽並兩度折桂。該隊還為英格蘭國家足球隊輸送多名國腳，其中1879年對陣威爾斯國家足球隊的賽事中更同時有三名球員入選。
俱樂部最後一次參與足總盃是1887–88年賽季。當代的伊頓舊生隊隸屬亞瑟王聯賽（與業餘足球聯盟有從屬關係），現設兩支梯隊參賽。其中一線隊曾兩度問鼎該聯賽頂級組別冠軍。

## 榮譽
- 英格蘭足總盃
  - 冠軍 (2次)：1879年、1882年
  - 亞軍 (4次)：1875年、1876年、1881年、1883年
- 亞瑟王聯賽
  - 超級聯賽冠軍（2次）：1992–93、2004–05
  - 甲級聯賽冠軍（1次）：1985–86
  - 乙級聯賽冠軍（4次）：1992–93、1997–98、1999–2000、2003–04
  - 丙級聯賽冠軍（2次）：1995–96、2004–05
  - 丁級聯賽冠軍（2次）：1989–90、1993–94
- 亞瑟·鄧恩盃
  - 冠軍（2次）：2004–05、2009–10

## 註解
1. ↑  部分資料記載創立年份為1865年，[7] 。但亞瑟王聯賽官網標示為1871年[8]。不過俱樂部官方網站曾提及"正式"創立於1871年，但暗示早在1863年已有活動紀錄[9]
2. ↑  維多利亞時期業餘足球運動由公學精英主導，相對於工人階級職業球會的「混血」背景，「純藍血」強調伊頓舊生隊的「紳士球員」血統純正性

## 外部連結
- 伊頓舊生足球會的X（前Twitter）
- Old Etonians@Football Club History Database

51°29′41.73″N 0°35′49.61″W / 51.4949250°N 0.5971139°W